# Timonius nitidus
Timonius nitidus är en måreväxtart som först beskrevs av Friedrich Gottlieb Bartling och Dc., och fick sitt nu gällande namn av Fern.-vill.. Timonius nitidus ingår i släktet Timonius och familjen måreväxter. Inga underarter finns listade i Catalogue of Life.